# Bogen (Furth im Wald)
Bogen ist ein Gemeindeteil der Stadt Furth im Wald im Landkreis Cham des Regierungsbezirks Oberpfalz im Freistaat Bayern.

## Geografie
Bogen liegt am Bogenbach 700 Meter nördlich von Lixenried, 6 Kilometer westlich von Furth im Wald, 700 Meter nordöstlich der Staatsstraße 2154 auf dem Westhang des 749 Meter hohen Geißriegels und des 826 Meter hohen Dachsriegels.

## Geschichte
Der Name Bogen erinnert an das Grafengeschlecht von Bogen, dem die Gegend um Gleißenberg gehörte. Durch den Tod Adalberts (Albert) IV. von Bogen im Jahr 1242 fielen seine Besitzungen laut Erbvertrag an seinen Stiefbruder den Wittelsbacher Otto II. von Bayern, Sohn Ludmillas und Ludwigs I. Nach dem Tod Ottos II. im Jahr 1253 erhielt dessen Sohn Heinrich XIII. Niederbayern, darunter auch das Gericht Waldmünchen.
Die Bogenmühle war die zu Lixenried gehörende Mühle, die Lixenried mit Mehl versorgte. Sie wurde als „Mühle von Lixenried“ 1622 erstmals erwähnt und dann 1641 im Zusammenhang mit den Verwüstungen durch den Dreißigjährigen Krieg mit dem Namen Bogenmühle.
Im Dreißigjährigen Krieg wurde die Bevölkerung nicht nur von den feindlichen Truppen terrorisiert, sondern auch von den eigenen Verbündeten. Im September des Jahres 1621 überschritten die kaiserlichen Truppen, geführt von Oberst von Anholt, die Grenze bei Furth im Wald, plünderten viele Ortschaften, darunter auch Bogen, und ermordeten deren Bewohner auf grausame Weise, darunter den Pfarrer von Gleißenberg Leonhard Rödel.
Wiederholte Einfälle des Schwedischen Heeres verwüsteten die Region völlig und raubten sie aus. Es gab kein Zugvieh mehr. 1641, nach einem Schwedeneinfall, wurde die Bogenmühle samt allen Gründen für 27 Gulden verkauft; zum Vergleich: Ein Paar Ochsen kostete 24 Gulden.
As der Zeit nach dem Krieg wurde in Briefprotokollen berichtet, dass 1667 die Bogenmühle für nur 90 Gulden verkauft wurde. 1884 hatte sie einen Wert von 4000 Gulden.
In einem Salbuch von 1684 wurden für Bogen 2 sesshafte Grund- und Gerichtsholden aufgezählt. 1703 hatte Bogen 2 Sölden. Mit dem Übergang der Oberpfalz an Bayern wurden die Landsassengüter, darunter auch Lixenried, in den Amtsbeschreibungen von 1762 und 1792 als Hofmark bezeichnet. 1792 bestand das Landsassengut Lixenried aus Lixenried mit 32 Anwesen und Bogen mit 6 Anwesen. Inhaber war Maximilian von Schmid. 1808 gab es in Bogen 6 Anwesen, 1 Mühle, 3 Weber, 1 Müller.
1808 wurde die Verordnung über das allgemeine Steuerprovisorium erlassen. Mit ihr wurde das Steuerwesen in Bayern neu geordnet und es wurden Steuerdistrikte gebildet. Dabei kam Bogen zum Steuerdistrikt Gleißenberg. Der Steuerdistrikt Gleißenberg bestand aus den Dörfern Gleißenberg, Gschwand, Lixenried, den Weilern Bogen und Koestelhütten (Kesselhütte) und den Einöden Tradl und Berghof.
1820 wurden im Landgericht Waldmünchen Ruralgemeinden gebildet. Dabei kam Bogen zur Ruralgemeinde Lixenried, zu der neben Lixenried mit 59 Familien das Dorf Bogen mit 7 Familien gehörte. 1830 wurde die Gemeinde Gschwand aufgelöst und in die Gemeinde Lixenried eingegliedert. Diese Eingliederung wurde von den Bürgern von Lixenried abgelehnt und bis 1851 wurde darüber gestritten.
In seiner Monografie über den Lixenried aus dem Jahr 1844 erwähnte Ferdinand von Reinhartstöttner Bogen mit 32 Einwohnern. Eine Pfarreibeschreibung aus dem Jahr 1861 erwähnte für Bogen 6 Häuser und 35 Einwohner.
Im Ersten Weltkrieg fielen zwei Männer aus Bogen: Anton und Isidor Bierl. Opfer des Zweiten Weltkriegs wurde Otto Reitmeier aus Bogen. Er starb am 11. Oktober 1945 in Frankreich.
1945 sollte die Gemeinde Lixenried nach Ränkam eingemeindet werden. Dies wurde von den Bewohnern von Lixenried energisch abgelehnt. Stattdessen wurde eine Eingemeindung nach Gleißenberg angestrebt. Diese wurde jedoch von der Regierung abgelehnt. Also blieb die Gemeinde Lixenried bis 1972 bestehen.
1972 wurde die Gemeinde Lixenried mit ihren Gemeindeteilen Bogen, Gschwand und Tradl in die Stadt Furth im Wald eingemeindet.
Bogen gehört zur Pfarrei Gleißenberg, Dekanat Cham. Es wurde im Pfarrverzeichnis der Pfarrei Gleißenberg von 1780 aufgeführt. Die Pfarrei Gleißenberg bestand zu dieser Zeit aus Gleißenberg, Lixenried, Bogen, Gschwand, Ried bei Gleißenberg, Hofmühle, Berghof, Häuslarn, Bonholz und Eschlmais. Zu ihr  gehörte die Filialkirche Geigant mit Sinzendorf, Zillendorf, Machtesberg, Katzbach, Kühnried, Lodischhof und Roßhöfe. 1997 hatte Bogen 11 Katholiken.

## Einwohnerentwicklung ab 1820
| Jahr | Einwohner  | Gebäude |
| ---- | ---------- | ------- |
| 1820 | 7 Familien | k. A.   |
| 1838 | 36         | 6       |
| 1861 | 36         | 12      |
| 1871 | 27         | 19      |
| 1885 | 39         | 7       |
| 1900 | 38         | 7       |
| 1913 | 30         | 6       |

| Jahr | Einwohner | Gebäude |
| ---- | --------- | ------- |
| 1925 | 33        | 6       |
| 1950 | 23        | 5       |
| 1961 | 26        | 5       |
| 1970 | 32        | k. A.   |
| 1987 | 14        | 5       |
| 2011 | 14        | k. A.   |

## Sehenswürdigkeiten und Tourismus
Etwas außerhalb von Bogen, 200 Meter nordöstlich der Ortschaft, Hausnummer 6, steht ein denkmalgeschütztes Waldlerhaus (Denkmalnummer D-3-72-126-61). Es handelt sich um einen eingeschossigen, traufständigen Wohnstallbau mit Satteldach, Blockbau-Kniestock und Giebelschrot aus dem 18. Jahrhundert. Neben dem Waldlerhaus steht ein Backofenhaus aus Bruchstein aus dem 19. Jahrhundert.
Durch Bogen führt der Mountainbikeweg MTB-Tour 15.